# Arbuscula cambodjiana
Arbuscula cambodjiana är en insektsart som beskrevs av Bolívar, I. 1905. Arbuscula cambodjiana ingår i släktet Arbuscula och familjen Pyrgomorphidae. Inga underarter finns listade i Catalogue of Life.